# Науковий расизм
Теорія расових ознак людей (ентнічних груп або цілих народів), які мають вплив на їхню історію, культуру та загальний рівень розвитку; терміни, використовувані критиками для опису використання наукових методів і гіпотез для вирішення расових питань.. В основу расової теорії покладені природні знання про відмінність людських рас, що накопичились за весь час існування людства.

## Витоки наукового расизму
Не зважаючи на те, що расову теорію вперше було сформована не більше як півтора сторіччя тому, людство ґрунтовно усвідомило поділ на раси значно раніше, але довго не могли пояснити причини цих відмінностей. Наприклад, у міфах древніх греків виникнення людей з чорною шкірою пояснювалося необережністю сина бога Геліоса Фаєтона, що на сонячній колісниці так наблизився до Землі, що обпік білих людей, що стояли на ній. Грецькі філософи в поясненнях причин виникнення рас велике значення додавали клімату. Величезне значення у формуванні сучасної расової теорії мала епоха колоніалізму, коли європейці тісно зіштовхнулися з негроїдними народами Африки та індіанськими племенами Американського континенту. Тоді європейські колонізатори усвідомили, що ці народи перебувають на нижчому щаблі розвитку, ніж вони самі. Однією з причин, якими білі колонізатори пояснювали свою зверхність над інородними племенами, була їхня расова неповноцінність.

## Антропологія і расова теорія
Одними з найбільш відомих теорій стосовно рас: антропологічно расова теорія та критична расова теорія. Сьогодні на Землі існує три основні раси — європеоїдна, негроїдна та монголоїдна, також існують раси - пігмеїв, капоїдна раса і бушменів, американоїдів і австралоїдів. Змішані раси виникають після змішаних шлюбів.

Расовий поділ на основні раси вперше було запропоновано французьким медиком та мандрівником Франсуа Берньє в 1684 році.
Між сучасними расами окрім зовнішніх відмінностей є також багато інших дуже важливих морфофізіологічних відмінностей. Так раси відрізняються розміром геніталій, розміром очей, структурою волосся і кісток, кількістю еритроцитів, життєвою ємкістю легень, частотою пульсу, складом слини і вушної сірки,особливостями будови тазу, певними ознаками в будові зубів, тривалістю вагітності, рівнем інтелекту, частотою виникнення різних хвороб, особливостями будови черепа, розміром мозку та багатьма іншими ознаками.

## Історія расової теорії
Вагомий внесок у становлення сучасної теорії був зроблений вченими-антропологами наприкінці XIX — на початку XX століття. Саме на цей період припадає життя та діяльність видатних діячів цієї галузі, серед яких Жозеф Гобіно, Х'юстон Стюарт Чемберлен, Ріхард Вагнер та відомий німецький філософ Фрідріх Ніцше.
Критична расова теорія була вперше офіційно висунута у 1989 році, хоча перші інтелектуальні витоки сягають 1960-70-х рр. Деякі теоретики критичної расової теорії говорять про те, що раса - це штучна асоціація, тобто соціальна структура, кореляція між набором фізичних характеристик, що включають колір шкіри, певні риси обличчя та текстуру волосся, уявний набір психологічних і поведінкових тенденцій, які сприймаються як позитивні чи негативні, хороші чи погані. Такі асоціації були створені та підтримувались домінуючими групами для того, щоб виправдати гноблення, приниження інших груп на основі уявної неповноцінності, схильності до аморальної поведінки, або нездатності до самоврядування.

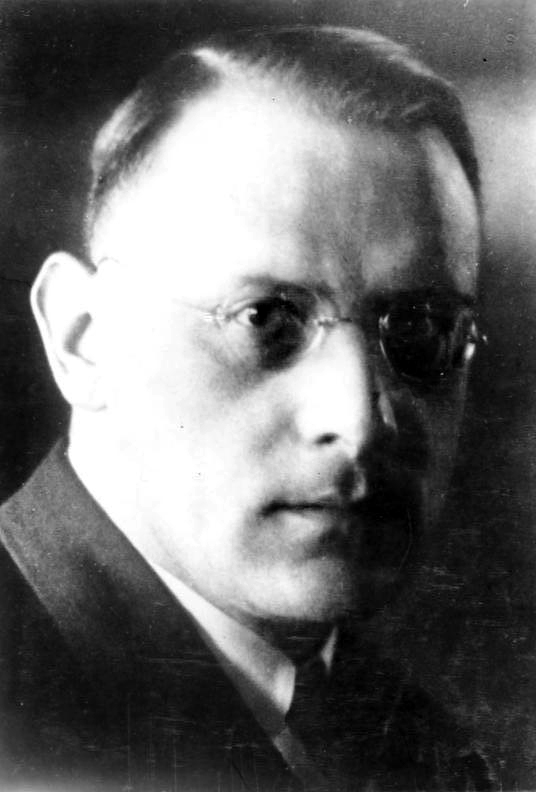
Ганс Гюнтер

Але найвагоміший вклад у розвиток європейської расової теорії зробив німецький антрополог Ганс Гюнтер. За теорією Гюнтера кожна раса має певні здібності до розумової та фізичної праці, або навпаки — задатки до лінощів та неуцтва. Основними критеріями, за якими цей вчений визначав приналежність певної людини до якого-небудь расового типу були пропорції черепа, колір волосся та очей та пігментація шкіри. Також важливими критеріями у теорії Гюнтера є зріст та пропорційність анатомічної будови тіла.
За такими критеріями вчений класифікував основні типи європеоїдної раси:
- Нордична раса;
- Динарська раса;
- Середземноморська раса;
- Альпійська раса;
- Фальська раса;
- Біломорсько-балтійська раса.

Найбільше значення серед усіх європейців Ганс Гюнтер надавав Нордичній расі, оскільки вважав нордидів найдосконалішим расовим типом людини, хоча іншим расовим типам європейців також надавалося велике значення.
Повним же протиставленням Європеоїдам Гюнтер вважав "семітів" (середземноморська раса), яких було визнано «нижчою расою», тобто расою, що знаходиться набагато нижче за потенційним рівнем розвитку.
Класифікація основних расових типів Європи за Отто Рехе:
- Нордична раса
- Фальська раса
- Західноєвропейська раса
- Динарська раса
- Східноєвропейська раса
- Східно-балтійська раса

## Расова краніологія та наука про раси
Расова краніологія була актуальною впродовж 1940-х років, і стала головним напрямком расової науки нацистської Німеччини. Та після війни концепція раси та наука, яка її вивчала, були відкинуті науковцями та широкими верствами суспільства. «Нова фізична антропологія» запропонувала заміну застарілих типологічних, вузьких класифікацій раси на більш ліберальну дарвінівську концепцію «населення», що розвивається.